# Jón Krosslá Poulsen
Jón Krosslá Poulsen (* 17. Februar 1988 in Vágur) ist ein färöischer ehemaliger Fußballspieler.

## Verein
Poulsen begann seine Karriere bei VB Vágur. Bereits mit 16 Jahren gab er sein Debüt und spielte 2004 zunächst ein Spiel für die zweite Mannschaft am 12. Spieltag der zweiten Liga gegen LÍF Leirvík. Bei der 1:2-Heimniederlage wurde er in der 80. Minute für Magni Jacobsen eingewechselt. In der ersten Liga debütierte Poulsen am 15. Spieltag desselben Jahres, als er im Heimspiel gegen B68 Toftir in der 85. Minute für Milan Kuljić eingewechselt wurde. Das Spiel ging mit 2:3 ebenfalls verloren. Seine ersten Tore erzielte er am letzten Spieltag im Auswärtsspiel gegen GÍ Gøta. Poulsen wurde hierbei erstmals von Beginn an eingesetzt und erzielte die Treffer zum 3:1 sowie zum 4:2-Endstand. In der Saison 2005 kam er in der Liga bis auf eine Ausnahme als Einwechselspieler zum Zuge, absolvierte so jedoch eine hohe Anzahl an Spielen. 2006 steigerte sich seine Spielzeit merklich, wobei er bei der Mehrheit der Spiele von Beginn an zum Einsatz kam. Ab 2007 zählte er endgültig zu den Stammspielern, in dieser Saison belegte der mittlerweile zu VB/Sumba fusionierte Verein allerdings nur den letzten Platz. In der zweiten Liga konnte Poulsen seine Torquote erheblich steigern und traf durchschnittlich in jedem zweiten Spiel. Die erste Saison landete VB/Sumba nur auf dem dritten Platz, wodurch der direkte Wiederaufstieg verfehlt wurde. 2009 belegte VB/Sumba den ersten Platz und kehrte somit 2010 wieder in die erste Liga zurück. Entscheidenden Anteil daran hatte Poulsen durch seine 25 Treffer, die zugleich den Titel des Torschützenkönigs bedeuteten. Dieses Level konnte er in der obersten Spielklasse nicht mehr halten, zählte mit seinen zehn Treffern dennoch zu den besten Torschützen der Liga und übertraf somit mit insgesamt 56 Treffern den Vereinsrekord von Egill Steinþórsson. Der mittlerweile in FC Suðuroy umbenannte Verein verfehlte den Klassenerhalt dennoch um einen Punkt. Poulsen wechselte daraufhin zum Meister HB Tórshavn. Im Spiel um den färöischen Supercup gegen den Pokalsieger EB/Streymur spielte er die erste Halbzeit, das Spiel wurde mit 0:2 verloren.
Nach dem Wiederaufstieg von FC Suðuroy wechselte Poulsen 2012 zu diesem Verein zurück, die Saison wurde auf dem letzten Platz beendet, was den erneuten Abstieg zur Folge hatte. Der direkte Wiederaufstieg wurde 2013 zunächst durch einen vierten Platz verfehlt und gelang ein Jahr später als Zweitplatzierter. 2015 folgte als Vorletzter der erneute Abstieg in die zweite Liga. Daraufhin wechselte Poulsen zum Erstligisten Víkingur Gøta, mit denen er an der Seite von Andreas Lava Olsen und Sølvi Vatnhamar die Meisterschaft gewinnen konnte. 2017 und 2018 spielte Poulsen für den neu gegründete Verein TB/FC Suðuroy/Royn, abgesehen von der ersten Halbserie 2018, als er für 07 Vestur in der ersten Liga antrat. 2019 lief Poulsen für die zweite Mannschaft von HB Tórshavn in der zweiten Liga auf.

## Europapokal
Zu seinem Europapokaldebüt kam Poulsen im Hinspiel der zweiten Qualifikationsrunde zur Champions League 2011/12 auswärts bei Malmö FF, welches er mit HB Tórshavn 0:2 verlor. Poulsen wurde hierbei in der 90. Minute für Símun Eiler Samuelsen eingewechselt. Im Rückspiel, welches 1:1 endete, kam er nicht mehr zum Einsatz. In der UEFA Europa League wurde er für Víkingur Gøta 2016/17 im Hinspiel der ersten Qualifikationsrunde auswärts bei FK Ventspils in der 75. Minute für Andreas Lava Olsen eingewechselt und resultierte in einer 0:2-Niederlage. Beim Rückspiel, welches ebenfalls mit 0:2 verloren wurde, kam Poulsen nicht zum Einsatz.

## International
Poulsen absolvierte auch Auswahlspiele der U-19 und U-21 der Färöer. Für die U-19 war er 2006 beim 1:0-Sieg gegen Norwegen der Siegtorschütze. Am 13. Juli 2011 debütierte er in der zweiten Qualifikationsrunde zur Champions League, als er im Spiel von HB Tórshavn gegen Malmö FF beim Endstand von 0:2 in der 90. Minute eingewechselt wurde. Im Rückspiel, welches 1:1 ausging, kam er nicht zum Einsatz.

## Erfolge
- 1× Färöischer Meister: 2016
- Torschützenkönig der zweiten färöischen Liga: 2009